# Érize-la-Brûlée
Érize-la-Brûlée ist eine französische Gemeinde mit 174 Einwohnern (Stand: 1. Januar 2022) im Département Meuse in der Region Grand Est. Sie gehört zum Arrondissement Bar-le-Duc und zum Kanton Bar-le-Duc-1.

## Lage
Das Gemeindegebiet wird vom Flüsschen Ezrule durchquert.
Nachbargemeinden sind Belrain im Nordosten, Villotte-sur-Aire im Osten, Levoncourt im Südosten, Rumont im Süden, Vavincourt im Südwesten, Seigneulles im Westen sowie Raival im Nordwesten.

## Bevölkerungsentwicklung

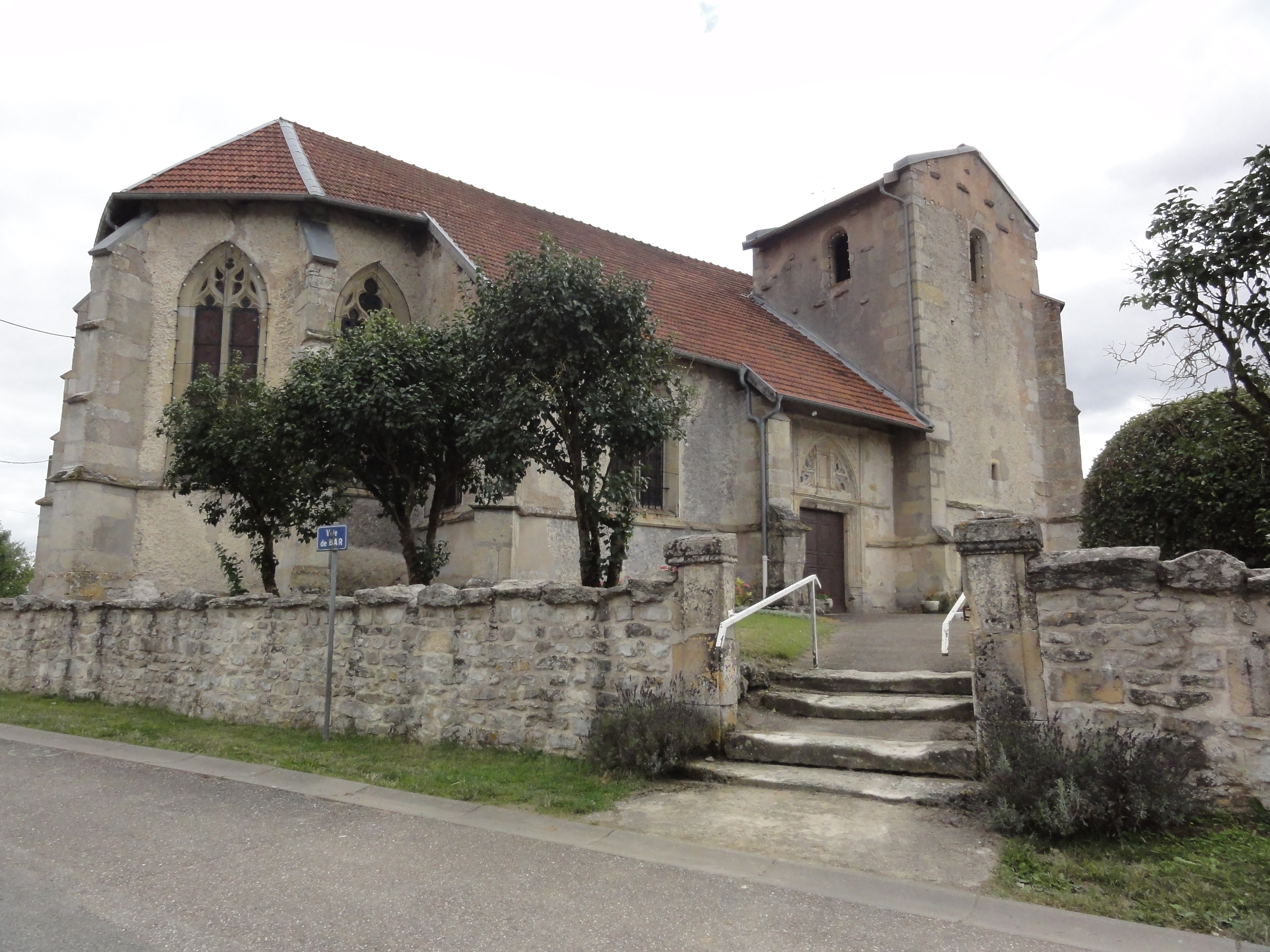
Kirche Saint-Mansuy

| Jahr      | 1962 | 1968 | 1975 | 1982 | 1990 | 1999 | 2008 | 2019 |
| --------- | ---- | ---- | ---- | ---- | ---- | ---- | ---- | ---- |
| Einwohner | 127  | 113  | 153  | 185  | 187  | 193  | 189  | 189  |